# Tre matti in un collegio femminile
Tre matti in un collegio femminile  è un film del 1975 diretto da Greg Corarito.

## Trama
Dopo una rocambolesca fuga da un manicomio criminale, tre detenuti riescono a raggiungere un collegio femminile dove il preside ha deciso di trattenere per la fine della scuola le ragazze più immature.